# Rudolf Schnütgen
Rudolf Schnütgen (* 21. September 1872 in Barmen; † 2. Mai 1945 in Gorow) war ein deutscher Architekt, Bauunternehmer und Gutsbesitzer.

## Leben
Rudolph Schnütgen wurde in Barmen als fünftes Kind von neun Kindern von Louise Marie Agnes Moritz (1843–1941) und Johannes Ernst Schnütgen (1834–1899) geboren. Schnütgens Werdegang zum Architekten ist unbekannt.
Ende der 1890er Jahre wurde der junge Architekt Rudolf Schnütgen in Düsseldorf Teilhaber des Baugeschäfts seines älteren Bruders und Kaufmanns Johannes Ernst Friedrich Schnütgen (1871–1929), der Firma Johs. Schnütgen & Cie. mit Sitz in der Graf-Adolf-Straße 21, machte sich selbstständig und zog auf die Wagnerstraße 4. Im Juni 1899 hatte Schnütgen Anna Maria Reddehase aus Barmen das Eheversprechen gegeben, alsbald kam die Tochter Anna Luise (* 30. März 1900) in der Wagnerstraße zur Welt.
Mit dem Bau der Oberkasseler Brücke 1898 verlagerte Schnütgen seine Bautätigkeit nach Düsseldorf-Oberkassel und richtete sich in der Schanzenstraße 20a ein. Viele seiner Bauten stehen heute unter Denkmalschutz. Einige der Gebäude wurden zwar von weiteren bekannten Architekten geplant, gingen aber in den Besitz des Bauunternehmers Schnütgen über, wie beispielsweise das Haus Esplanade am Luegplatz 3.
In der sich anbahnenden Hyperinflation nach dem Ersten Weltkrieg kaufte Schnütgen 1921 das 613,5 ha große Gut Neuhof im Landkreis Ludwigslust-Parchim. Ebenfalls in den 1920er Jahren hatte er das Gut Anna Luisenhof (wurde so nach seiner Mutter Luise und der Schwiegermutter Anna benannt) im Landkreis Rostock erworben und nahebei in den 1925er Jahren das Schlossgut in Gorow von der Familie von Bülow.
Im Archiv des Landkreises Rostock befindet sich die „1.BA: 50 Bauakten, 1927-1938“ zu Klein Bölkow, einem Ortsteil von Satow: Durchbau Pferdestallgebäude, Rudolf Schnütgen, Gut, 1927–1928 mit Grundriss und Schnitt. Neuaufbau Scheune, Rudolf Schnütgen, Gut, 1932–1936 mit Lageplan, Grundriss und Schnitte. Neubau von acht Werkwohnungen, Rudolf Schnütgen, Gut, 1937–1938 mit Lageplan, Grundriss, Ansicht und Schnitt. Hier handelt es sich um das Gut Luisenhof.
Rudolf Schnütgen Mitkämpfer im Tannenbergbund, 60 Jahre alt, wurde am 20. April 1933 auf Befehl des Reichskommissars für Mecklenburg-Schwerin Hildebrandt, „wegen Betätigung für den Tannenbergbund“ verhaftet und in einer Zelle des Amtsgerichtsgefängnisses Rostock bis 30. April 1933 untergebracht.
Nach dem Zweiten Weltkrieg wurde die Familie des Rudolph Schnütgen, Gutsherr von Gorow, mit der Bodenreform ab 1945 enteignet.

## Bauten (Auswahl)

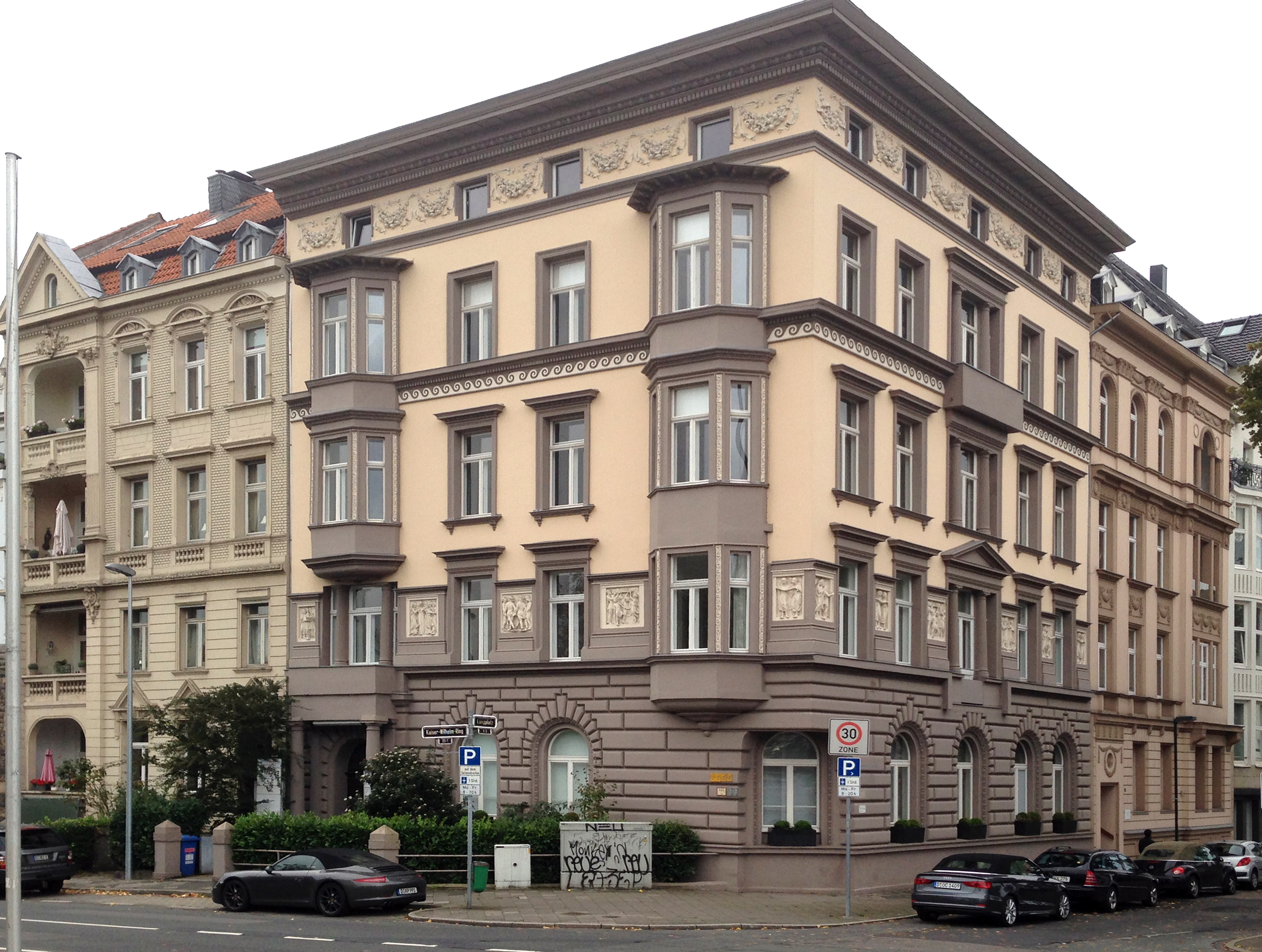
Kaiser-Wilhelm-Ring 2 und 1 und Luegplatz 1

- 1897: Graf-Adolf-Straße 4, Düsseldorf (abgegangen)[14]
- um 1899: Charlottenstraße 120, Düsseldorf (abgegangen)
- 1899–1900: Belsenstraße 6, Düsseldorf-Oberkassel (unter Denkmalschutz)
- 1902: Kaiser-Wilhelm-Ring 1, Düsseldorf-Oberkassel (unter Denkmalschutz)
- 1902–1903: Kaiser-Wilhelm-Ring 2; Lanker Straße 2; Luegallee 140, Düsseldorf-Oberkassel (alle unter Denkmalschutz)
- 1902–1904: Luegplatz 1, Düsseldorf-Oberkassel (unter Denkmalschutz)
- 1903: Kaiser-Wilhelm-Ring 17, Düsseldorf-Oberkassel (unter Denkmalschutz)
- 1904: Belsenstraße 12; Casa Viola, Kaiser-Wilhelm-Ring 27; Lanker Straße 1, Düsseldorf-Oberkassel (alle unter Denkmalschutz)
- 1904: Casa Viola, Kaiser-Wilhelm-Ring 27, Düsseldorf-Oberkassel (alle unter Denkmalschutz)
- 1909: Glücksburger Straße 23, Düsseldorf-Oberkassel (unter Denkmalschutz)
- 1910–1911: Luegallee 5, Düsseldorf-Oberkassel (unter Denkmalschutz)